# Arrúbal
Arrúbal és un municipi de la Rioja, a la regió de la Rioja Mitjana. El 1953 es va independitzar d'Agoncillo.